# Alheira e Igreja Nova
Alheira e Igreja Nova (oficialmente, União das Freguesias de Alheira e Igreja Nova) é uma freguesia portuguesa do município de Barcelos, com 10,17 km² de área e 1347 habitantes (censo de 2021). A sua densidade populacional é 132,4 hab./km².

## História
Foi constituída em 2013, no âmbito de uma reforma administrativa nacional, pela agregação das antigas freguesias de Alheira e Igreja Nova e tem sede em Alheira.

## Demografia
A população registada nos censos foi:
A população registada nos censos foi:
| Distribuição da População por Grupos Etários | Distribuição da População por Grupos Etários | Distribuição da População por Grupos Etários | Distribuição da População por Grupos Etários | Distribuição da População por Grupos Etários |
| -------------------------------------------- | -------------------------------------------- | -------------------------------------------- | -------------------------------------------- | -------------------------------------------- |
| Ano                                          | 0-14 Anos                                    | 15-24 Anos                                   | 25-64 Anos                                   | > 65 Anos                                    |
| 2001                                         | 266                                          | 244                                          | 749                                          | 294                                          |
| 2011                                         | 207                                          | 156                                          | 745                                          | 348                                          |
| 2021                                         | 176                                          | 131                                          | 674                                          | 366                                          |

À data da junção das freguesias, a população registada no censo anterior foi:
| Freguesia atual       | Freguesia atual  | Freguesia atual | Freguesias antigas | Freguesias antigas | Freguesias antigas |
| Freguesia             | População (2011) | Área (km²)      | Freguesia          | População (2011)   | Área (km²)         |
| --------------------- | ---------------- | --------------- | ------------------ | ------------------ | ------------------ |
| Alheira e Igreja Nova | 1 456            | 10,17           | Alheira            | 1072               | 7,45               |
| Alheira e Igreja Nova | 1 456            | 10,17           | Igreja Nova        | 384                | 2,72               |

## Política

### Eleições autárquicas
| Data | %     | V  | %       | V       | %     | V   |
| Data | PS    | PS | PSD-CDS | PSD-CDS | IND   | IND |
| ---- | ----- | -- | ------- | ------- | ----- | --- |
| 2013 | 56,93 | 4  | 39,94   | 4       |       |     |
| 2017 |       |    | 41,23   | 4       | 54,76 | 5   |
| 2021 | 32,73 | 3  | 61,36   | 6       |       |     |